# Stationary Traveller
Stationary Traveller es el décimo álbum del grupo de rock progresivo Camel publicado en 1984. Stationary Traveller es un álbum conceptual.

## Creación
Tras los dos últimos álbumes grabados en los estudios Abbey Road y terminada la gira de 1982, el guitarrista y único miembro fundador del grupo, Andy Latimer, reforma la banda y en 1983 con la incorporación del teclista holandés Ton Scherpenzeel de la banda Kayak y Paul Burgess que por aquel entonces estaba de gira con Jethro Tull, comienza las nuevas sesiones de grabación en los estudios Riverside de Londres y mezclado en 1984 por Greg Ladanyi en Los Ángeles.
A diferencia de otros discos conceptuales de Camel, este nuevo disco se caracteriza por temas no enlazados entre sí. La historia, escrita por Susan Hoover, ocurre en la ciudad de Berlín en la época de la Guerra Fría y trata del amor entre dos jóvenes separados por el muro de la capital alemana y su deseo por volver a encontrarse.

## Tour
Para el Tour de presentación de este nuevo disco volvería a la formación Colin Bass, pieza importante desde entonces en el grupo.

## Lista de temas
Todas las canciones escritas por Susan Hoover y Andy Latimer, excepto "After Words" que pertenece a Ton Scherpenzeel

### Primera edición (1984)
Cara A
1. "Pressure Points" (Latimer) – 2:10
2. "Refugee" – 3:47
3. "Vopos" – 5:32
4. "Cloak and Dagger Man" – 3:55
5. "Stationary Traveller" (Latimer) – 5:34

Cara B
1. "West Berlin" – 5:10
2. "Fingertips" – 4:29
3. "Missing" (Latimer) – 4:22
4. "After Words" (Ton Scherpenzeel)
5. "Long Goodbyes" – 5:14

### Camel Productions Digital Remaster (2004)
1. "In the Arms of Waltzing Frauleins"
2. "Refugee"
3. "Vopos"
4. "Cloak and Dagger Man"
5. "Stationary Traveller"
6. "West Berlin"
7. "Fingertips"
8. "Missing"
9. "After Words"
10. "Long Goodbyes"
11. "Pressure Points" (bonus track, extended mix)

### Cherry Red Records reissue (2009)
1. "Pressure Points"
2. "Refugee"
3. "Vopos"
4. "Cloak and Dagger Man"
5. "Stationary Traveller"
6. "West Berlin"
7. "Fingertips"
8. "Missing"
9. "After Words"
10. "Long Goodbyes"
11. "In the Arms of Waltzing Frauleins" (bonus track)
12. "Pressure Points" (bonus track, extended 12" single version)

## Intérpretes
Andy Latimer – eléctrica, acoustica & guitarra de 12 cuerdas, bajo, piano, drummulator, flautas, voz.
Ton Scherpenzeel – órgano, piano, Prophet synthesizer, Yamaha CS80, Juno 60, Korg, PPg, acordeón.
Paul Burgess – batería y percusión.
David Paton – Bajo y Bajo Fretless , voces.
Chris Rainbow – voz. 
Mel Collins – saxo.
Haydn Bendall – Fairlight synthesizer, PPg synthesizer.

## Producción
Engineered by Dave Hutchins
Mixed by Greg Ladanyi, Haydn Bendall and Andy Latimer
Artwork by Artifex Studio, London
- Datos: Q1765221